# Manon Lloyd
Manon Lloyd (Carmarthen, 5 de noviembre de 1996) es una deportista británica que compite en ciclismo en las modalidades de pista, especialista en la prueba de persecución por equipos, y ruta.
Ganó dos medallas en el Campeonato Europeo de Ciclismo en Pista, plata en 2017 y bronce en 2016.

## Medallero internacional
| Campeonato Europeo | Campeonato Europeo      | Campeonato Europeo | Campeonato Europeo      |
| Año                | Lugar                   | Medalla            | Competición             |
| ------------------ | ----------------------- | ------------------ | ----------------------- |
| 2016               | Saint-Quentin (Francia) | Medalla de bronce  | Persecución por equipos |
| 2017               | Berlín (Alemania)       | Medalla de plata   | Persecución por equipos |